# Eggvena distrikt
Eggvena distrikt är ett distrikt i Herrljunga kommun och Västra Götalands län. 
Distriktet ligger väster om Herrljunga. 

## Tidigare administrativ tillhörighet
Distriktet inrättades 2016 och utgörs av en del av det område som Herrljunga köping omfattade till 1971, området som före 1953 utgjorde Eggvena socken.
Området motsvarar den omfattning Eggvena församling hade vid årsskiftet 1999/2000.